# Андреевка (Кошкинский район)
Андре́евка (чув. Энтриел) — деревня в Кошкинском районе Самарской области. Входит в состав сельского поселения Большое Ермаково.

## География
Находится на расстоянии примерно 20 километров по прямой на север от районного центра села Кошки.

## История
По преданию основана в 70-е гг. XVIII в. крестьянами села Чулпаново, бежавшими от притеснений графа Н.Зубова. Названа по имени первопоселенца — рыбака Андрея.

## Население
Постоянное население составляло 120 человек (чуваши 96 %) в 2002 году, 71 в 2010 году.